# Recuva
Recuva is een freeware-dataherstelprogramma, ontwikkeld door Piriform, en werkt onder Windows 2000+. Het kan bestanden herstellen die permanent verwijderd zijn door het besturingssysteem en gemarkeerd zijn als vrije ruimte.
Het programma kan ook gebruikt worden om bestanden te herstellen van USB-sticks, geheugenkaartjes of mp3-spelers. Recuva is ook in staat om verloren mapstructuren terug te halen en automatisch bestanden te hernoemen wanneer geprobeerd wordt om twee bestanden te herstellen met dezelfde naam. Recuva kan bestanden herstellen van NTFS- en ext4-bestandssystemen.
Wanneer echter de verloren gegevens overschreven zijn met andere gegevens is het meestal niet meer mogelijk om de verloren gegevens terug te halen.